# 拉普吕涅
拉普吕涅（法語：Laprugne，法語發音：[lapʁyɲ]）是法国阿列省的一个市镇，位于该省东南部，属于维希区。

## 地理
拉普吕涅（45°59'10"N, 3°44'35"E）面积34.61 平方千米，位于法国奥弗涅-罗讷-阿尔卑斯大区阿列省，该省份为法国中部省份，北起涅夫勒省、西北接谢尔省，西南至克勒兹省，南至多姆山省，东南临卢瓦尔省，东临索恩-卢瓦尔省。
与拉普吕涅接壤的市镇（或旧市镇、城区）包括：拉沙巴讷、锡雄河畔费里耶尔、拉瓦讷、圣尼科拉代比耶夫、阿尔孔、舍里耶、圣普列斯特-拉普吕涅、拉蒂利耶尔、莱诺。

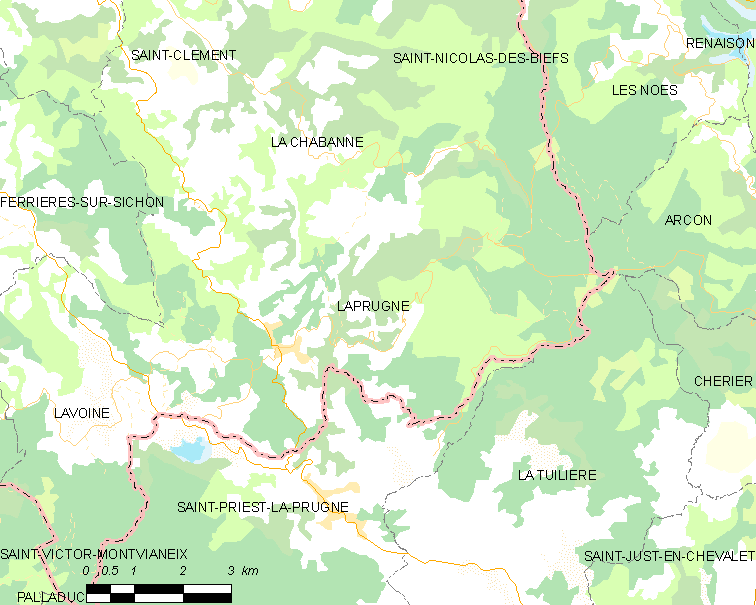
拉普吕涅的OSM定位图

拉普吕涅的时区为UTC+01:00、UTC+02:00（夏令时）。

## 行政
拉普吕涅的邮政编码为03250，INSEE市镇编码为03139。

## 政治
拉普吕涅所属的省级选区为拉帕利斯县。

## 人口

1962-2008年间拉普吕涅人口变化图示

拉普吕涅于2022年1月1日时的人口数量为310人。